# أيت الياس
أيت الياس هي إحدى القرى التابعة لجماعة ماسة بإقليم اشتوكة أيت باها بجهة سوس ماسة بالمغرب. لغة سكانها تاشلحيت وكلهم مسلمون.

## الجغرافية

### الموقع
توجد هذه القرية على مرتفع غرب الوادي بين قرية تكيوت جنوبا وقرية الجديد المندثرة شمالا، ويحدها غربا الحرش أو الغابة، والوادي شرقا، وتلات غزيفن (الشعبية الطويلة) جنوبا، وقرية الجديد المندثرة شمالا.
- الإحداثيات:

## الحياة الاقتصادية
يعتمد سكان القرية كغيرهم من سكان المنطقة على الموارد الفلاحية في الدرجة الأولى، وعلى بعض الحرف كالحصائر سابقا، وعلى موارد الهجرة الخارجية، التي ساعدتهم على بناء المنازل الفاخرة في القرى الواقعة في الضفة الشمالية الشرقية للوادي، حيث توافرت شروط الحياة الناعمة كتعبيد الطريق والكهرباء والماء الصالح للشرب، ووجود المدارس الإعدادية والثانوية.

## التاريخ

### إشكال التسمية
يبدو أن تسمية القرية واضحة في كونها ذات شقين (أيت) بمعنى أهل أو أبناء مضافة إلى (إلياس) والمعنى أهل الياس أو بنو إلياس، ويقال بأن إلياس هذا انتقل من أنوول شمال أغبالو إلى قرية الجديد، ثم استقر بالموقع المسمى باسمه، ولكن لم يعرف تاريخ انتقاله من أنوول إلى هذا المكان، كما لم تعرف سيرته وحياته رغم أن البعض يسميه سيدي إلياس، علما بأن القرية قديمة في التاريخ، ويمكن أن يكون إلياس هذا ضمن المنتقلين من مدينة رباط ماسة إلى أنوول ثم إلى المكان الحالي، ولحد الآن لم تعثر على أسرة في القرية يتسلسل نسبها إلى سيدي إلياس.

### تاريخ ظهور القرية
لاشك في أن ظهور القرية كان قبل القرن العاشر الهجري وربما بكثير، كما جاء في بعض الوثائق والعقود التي كتبها علماء القرية، وليس مؤكدا أن السيد إلياس هو الذي أسس القرية فنسبت باسمه لسبب من الأسباب. وما يلفت الانتباه هنا هو اسم إلياس الذي قلما يسميه الأمازيغ في المنطقة قبلا، رغم وجوده في القرآن الكريم، وهذا ما يزيد الأمر غموضا في تعريف هذا العلم.

## طالع كذلك
- ماسة (المغرب).